# La dictadura perfecta
La Dictadura Perfecta é um filme mexicano de 2014 do gênero comédia e sátira política. Foi dirigido e produzido por Luis Estrada com a colaboração de Jaime Sampietro. Foi filmado em Durango, no México e no estúdio Churubusco Ubicados en Coyoacán, Distrito Federal. Foi o segundo filme de maior bilheteria no México em 2014, ultrapassando a marca de 4 milhões de telespectadores.
É protagonizada por Damián Alcázar, Alfonso Herrera, Joaquín Cosío, Osvaldo Benavides, Tony Dalton, Saúl Lisazo e Silvia Navarro.

## Sinopse
Depois de mais uma das frequentes gafes cometidas pelo presidente da República, o MX TV, maior conglomerado de comunicação do México, tem que ajudar seu aliado político antes que a polêmica gere uma crise na sua imagem. Para isso, a televisão tenta desviar a atenção do povo exibindo, em horário nobre, um vídeo onde o Governador Carmelo Vargas (Damián Alcázar) pratica corrupção. Desesperado para salvar seu futuro político, Vargas decide fechar um acordo secreto com a própria emissora que o denunciou para mudar sua imagem e torná-lo a nova estrela política do país. São encarregados para a missão Carlos Rojo (Alfonso Herrera), um ambicioso produtor de televisão e Ricardo Diaz (Osvaldo Benavides), o principal reporter da emissora. Mas para lançar esse possível novo candidato à presidência a qualquer custo, a situação pode acabar fugindo do controle.

## Elenco
- Damián Alcázar - Governador Carmelo Vargas
- Alfonso Herrera - Carlos Rojo, o produtor
- Joaquín Cosío - Deputado Agustín Morales, líder da oposição
- Osvaldo Benavides - Ricardo Díaz, repórter da TV MX
- Silvia Navarro - Lucía Garza
- Flavio Medina - Salvador Garza
- Saúl Lisazo - Javier Pérez Harris, apresentador do telejornal 24hrs en 30min
- Tony Dalton - José Hartmann, Diretor da TV MX
- Salvador Sánchez - Sequestrador geral
- Enrique Arreola - Secretário do governo
- Arath de la Torre - Porta-voz do governador Carmelo Vargas
- Dagoberto Gama - Procurador Gilberto Ochoa
- Noé Hernández - Chefe de Segurança do Estado de Durango
- Sonia Couoh - Juana Casimiro
- María Rojo - Doña Chole
- Luis Fernando Peña - El Chamoy
- Gustavo Sánchez Parra - El Charro
- Sergio Mayer - Presidente do México
- Hernán Mendoza - El Mazacote
- Livia Brito - Jazmín, protagonista de Los pobres también Aman
- Itatí Cantoral - Lucrecia, antagonista de Los pobres también Aman
- Jorge Poza como Rafael Lascurain, protagonista de Los pobres también Aman
- Kiara Coussirat como Ana Garza
- Karol Coussirat como Elena Garza
- Roger Cudney como Embaixador Ford
- Ingrid Martz como Secretária da vice-presidência da TV MX
- Johanna Murillo como Secretária de Direção da TV MX
- Javier Escobar como O Guaxinim.
- Sophie Alexander-Katz como Laura Cárdenas, Repórter da TV MX
- José Concepción Macías como Testigo
- Claudia Pineda como Garota sem rosto
- Ernesto Gómez Cruz como Senhor humilde
- Juan Pablo Medina como Namorado
- Jorge Zárate como Coronel
- Guillermo Larrea como Repórter do escândalo 1
- Juan Martín Jáuregui como Repórter do escândalo 2
- Javier Zaragoza como Cameraman
- Rubén Camelo como Engenheiro mestre
- Tomás Rojas como Analista
- Ari Gallegos como Colaborador do adversário
- Luciana González De Leó como Repórter do escândalo 3
- Tony Flores como Tony Cuevas
- Humberto Busto como Gerente do hotel
- Pedro Armendáriz Jr. como Don Alejandro

## Relação com aspectos reais da história mexicana
Contratos entre a Televisa e o PRI-PVEM: Após os escândalos dos vídeos, Carmelo Vargas pede ajuda à Televisión Mexicana (TV MX) para limpar sua imagem e buscar a presidência da república. Os contratos correspondentes a este acordo são filtrados e o deputado Agustín Morales tenta divulgá-los. Na verdade, foram anunciados os contratos que a Televisa tinha que trabalhar para o candidato Enrique Peña Nieto. Estes foram digitalizados e publicados no jornal inglês The Guardian .
Caso Paulette Gebara Farah: Durante o filme, na cena em que o deputado Agustín Morales é atacado, a TV MX decide usar como cortina de fumaça o sequestro das filhas do casal Garza, dando uma cobertura total no telejornal 24hrs em 30min, para cobrir este caso e outros crimes do Governador Vargas. Isso tem alguns paralelos com o caso da menina Paulette, que foi um acontecimento jornalístico com muitas lacunas no processo judicial e com um veredicto pouco credível. Como sua contraparte cinematográfica, o processo foi monitorado continuamente pela empresa Televisa. No filme, esse processo é conhecido como "La Caja China".
A dona da casa: Em entrevista ao presidente do filme, ele foi questionado sobre a importância das mudanças econômicas e como elas afetariam a população mexicana, respondendo que ele não era a dona da casa. Durante sua campanha eleitoral, Enrique Peña Nieto respondeu o mesmo quando questionado sobre a cesta básica. Esse comentário foi objeto de ridículo e indignação nas redes sociais, tanto pela conotação machista como pela ignorância refletida.
Fernández Noroña repreende membros do PAN: Durante o filme, o deputado Agustín Morales aparece no Congresso estadual pedindo a renúncia do governador Vargas, enquanto há empurrões e gritos de seus colegas políticos. Em várias participações que teve na Câmara, Fernández Noroña criticou Calderón e vários deputados do PAN. Gritos e vaias da oposição foram ouvidos em várias aparições.
Angélica Rivera: Para completar o resgate das filhas da família Garza, o governador pede secretamente um favor ao produtor. Quase no final do filme, vemos o governador Vargas em sua campanha eleitoral rumo à presidência da república, acompanhado de Jazmín (Livia Brito), protagonista da novela Os pobres também amam (e com quem tem um caso de amor com o produtor Carlos Rojo (Alfonso Herrera), quase no início do filme), onde aparentemente os dois já estão casados. Isso reflete a imagem da atriz Angélica Rivera, primeiro com seu casamento com o produtor José Alberto Castro, e depois com seu segundo casamento com o presidente Enrique Peña Nieto.
Escândalos em vídeo: O filme mostra o governador Carmelo Vargas recebendo dinheiro de "el Mazacote", suposto traficante de drogas. Isso se assemelha ao vídeo que foi apresentado em El mañanero em 3 de março de 2004, onde René Bejarano é visto recebendo maços de contas em uma pasta do empresário argentino Carlos Ahumada.
"Nem mesmo negros mais": Esta frase foi usada por Vicente Fox Quesada durante seu governo. Como no filme, causou polêmica por considerá-lo um comentário racista.
Caso Florence Cassez: Quando a questão do sequestro das garotas Garza atingiu um fim anticlimático que Carlos Rojo, o produtor da TV MX, não esperava, os executivos da mesma decidem montar um resgate, com toques de filme de ação, utilizando elementos da Polícia Federal para levantar o público que faltava e poder encerrar com sucesso essa questão. Essa cena reflete o evento em que o governo decidiu fazer uma montagem de uma operação que pegou uma gangue de sequestradores envolvendo a cidadã francesa Florence Cassez, radicada no México em 2005. Quando essa montagem foi descoberta em 2013, os sequestradores foram libertados devido à evidente manipulação de provas por parte do governo mexicano.
"Outro perigo para o México" Depois de uma visita do deputado Agustín Morales ao produtor Carlos Rojo para entregar material multimídia que destaca os crimes planejados pelo governador Carmelo Vargas, Carlos Rojo diz em voz baixa "Outro perigo para o México. "Andrés Manuel López Obrador, na qualidade de candidato à presidência do México em 2006, foi constante e publicamente descrito como "Um perigo para o México" por políticos que apoiavam o PAN devido às suas intenções abertas de fazer mudanças radicais nas questões políticas, económicas e sociais do país, caso ganhe a presidência.
Catolicismo: No final do filme, quando o presidente novamente fez papel de bobo no noticiário, o programa do dia seguinte anunciou a visita do Papa Francisco ao México para esconder o ridículo que ele havia causado. As visitas papais ao México são regularmente seguidas por estações de televisão em sua totalidade, apelando para a forte devoção do povo mexicano. Coincidentemente, o Papa Francisco visitou o México em 2016.

## Prêmios e indicações
| Ano  | Premiação                                | Categoria                   | Indicado(s)                                | Resultado | Ref.  |
| ---- | ---------------------------------------- | --------------------------- | ------------------------------------------ | --------- | ----- |
| 2015 | Prémio Ariel                             | Melhor Filme                | La dictadura perfecta                      | Indicado  | [ 7 ] |
| 2015 | Prémio Ariel                             | Melhor Direção              | Luis Estrada                               | Indicado  | [ 7 ] |
| 2015 | Prémio Ariel                             | Melhor Roteiro Original     | Luis Estrada Jaime Sampietro               | Indicado  | [ 7 ] |
| 2015 | Prémio Ariel                             | Melhor Som                  | Santiago Nuñez Pablo Lach Jugó de la Cerda | Indicado  | [ 7 ] |
| 2015 | Prémio Ariel                             | Melhor Direção de Arte      | Salvador Parra                             | Indicado  | [ 7 ] |
| 2015 | Prémio Ariel                             | Melhor Figurino             | Mariestela Fernández                       | Indicado  | [ 7 ] |
| 2015 | Prémio Ariel                             | Melhor Maquiagem            | Felipe Salazar                             | Indicado  | [ 7 ] |
| 2015 | Prémio Ariel                             | Melhor Efeitos Visuais      | Adriana Arriaga                            | Indicado  | [ 7 ] |
| 2015 | Prémio Ariel                             | Melhor Efeitos Especiais    | Alejandro Vázquez                          | Indicado  | [ 7 ] |
| 2015 | Diosas de Plata                          | Melhor Filme                | La dictadura perfecta                      | Indicado  | [ 8 ] |
| 2015 | Diosas de Plata                          | Melhor Direção              | Luis Estrada                               | Indicado  | [ 8 ] |
| 2015 | Diosas de Plata                          | Melhor Ator                 | Alfonso Herrera                            | Indicado  | [ 8 ] |
| 2015 | Diosas de Plata                          | Melhor Co-atuação Masculina | Tony Dalton                                | Indicado  | [ 8 ] |
| 2015 | Diosas de Plata                          | Melhor Atriz Coadjuvante    | Silvia Navarro                             | Indicada  | [ 8 ] |
| 2015 | Diosas de Plata                          | Melhor Ator Coadjuvante     | Osvaldo Benavides                          | Venceu    | [ 8 ] |
| 2015 | Diosas de Plata                          | Melhor Edição               | Mariana Rodríguez                          | Indicada  | [ 8 ] |
| 2015 | Diosas de Plata                          | Melhor Roteiro              | Luis Estrada Jaime Sampietro               | Indicado  | [ 8 ] |
| 2015 | Palm Springs International Film Festival | Cine Latino Award           | Luis Estrada                               | Indicado  | [ 9 ] |